# Daniel Klánský

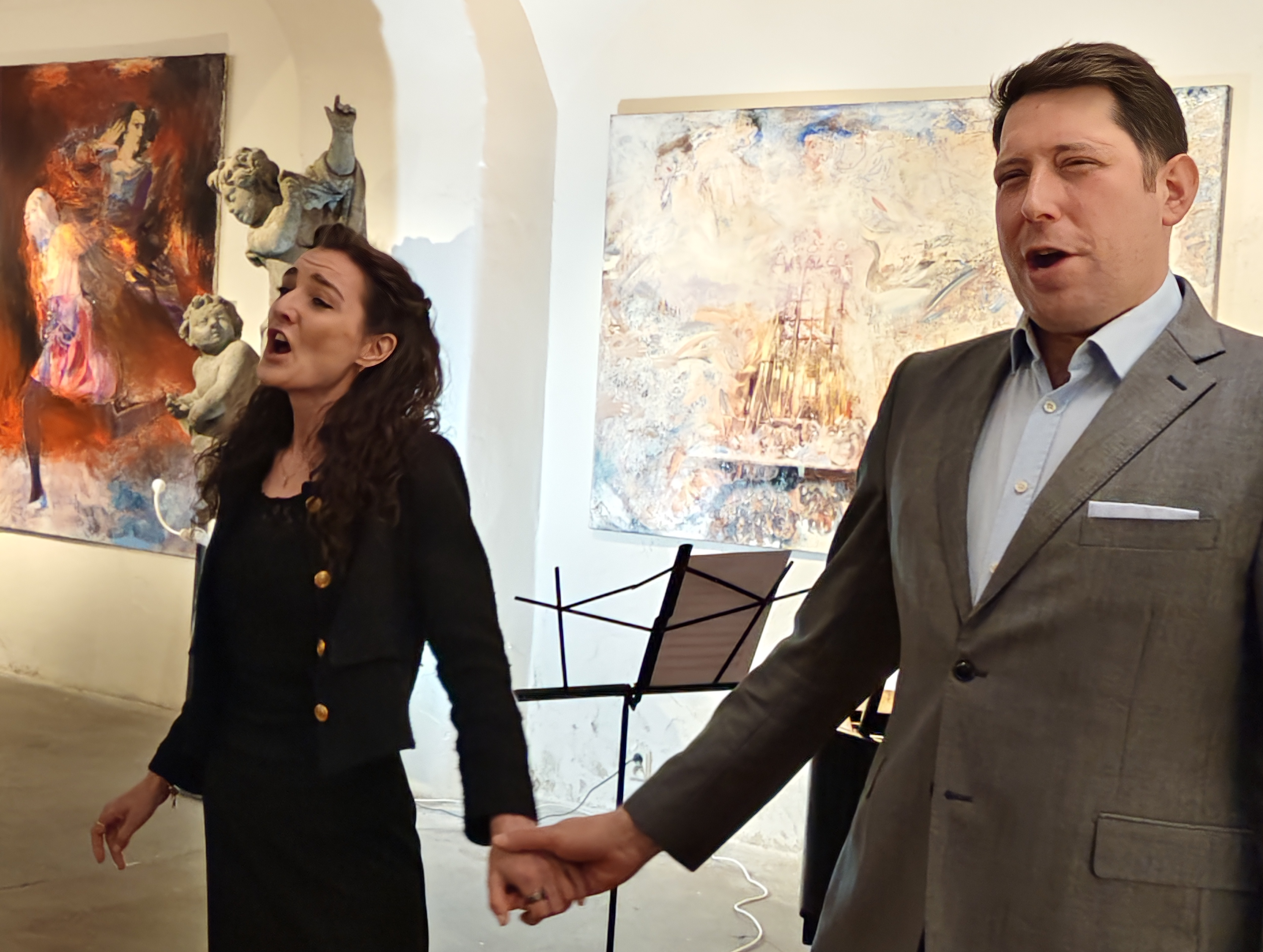
S operní pěvkyní Marií Šimůnkovou při interpretaci dueta Papagena (soprán) – Papageno (baryton) z opery Kouzelná flétna (duben 2025)

Daniel Klánský (20. března 1992) je český operní pěvec - basbarytonista

## Život
Daniel Klánský se narodil 20. března 1992 do rodiny českého klavírního virtuosa a pedagoga Ivana Klánského a kytaristky a pedagožky Taťány Klánské. Jeho sourozenci jsou Michael  Klánský, houslista Vladimír Klánský, klavírista Lukáš Klánský, violoncellista Adam Klánský a houslistka Klára Klánská. 
Studium operního zpěvu zahájil od podzimu roku 2013 na Hudební a taneční fakultě Akademie múzických umění v Praze (HAMU) ve třídě slovenské operní pěvkyně a hudební pedagožky profesorky Magdaleny Hajóssyové (* 1946). Od května 2015 hostuje Daniel Klánský v opeře Národního divadla. Také vystupuje v libereckém Divadle F.X.Šaldy. Dále pak hostoval v Divadle J.K.Tyla v Plzni, Národním divadle Moravskoslezském a Moravském divadle Olomouc.
Daniel Klánský vystupoval na koncertech a představeních v České republice i v zahraničí (Florencie, Milán, Aarhus, Aarburg, Artstetten ...), často koncertuje se svým otcem Ivanem Klánským nebo se svým bratrem Lukášem Klánským. Klánský je laureátem několika pěveckých soutěží, finalistou Mezinárodní pěvecké soutěže Antonína Dvořáka a absolutním vítězem a držitelem Ceny Českého rozhlasu na Mezinárodní písňové soutěži Bohuslava Martinů.
Jako sólista vystoupil s celou řadou českých orchestrů, a to jak v interpretaci operních árii, tak sólových partů slavných děl jako je Dvořákovo Te Deum či Stabat Mater, Mozartovo Requiem, Korunovační mše, Česká mše Vánoční. Vystoupil na různých hudebních festivalech (Smetanova Litomyšl, Akademie Václava Hudečka v Luhačovicích, Svátky hudby v Praze, Olomoucké barokní slavnosti, Klášterní hudební Slavnosti Šumperk, ...), spolupracoval s celou řadou hudebních těles jako například Bennewitzovo kvarteto, Epoque quartet, Komorní filharmonie Pardubice, Karlovarská filharmonie, Moravská filharmonie Olomouc, Západočeský symfonický orchestr,...).
Kromě pěvecké kariéry se věnuje i organizaci kulturních akcí.

## Některé role
- Kouzelná flétna, role: Papageno;
- Rudá Marie, role: Mirko Hýl, Vedoucí Staněk, (Národní divadlo Praha);
- Krakatit, role: Ing. Tomeš, (Národní divadlo Praha);
- Billy Budd, role: Donald, námořník, (Národní divadlo Praha);
- Nabucco, role: Velekněz Baalův, (Státní opera Praha);
- La Bohéme, role: Skladatel Schaunard, (Divadlo F.X.Šaldy v Liberci);
- Nabucco, role: Velekněz Baalův, (Divadlo J.K.Tyla v Plzni);
- Opereta Noc v Benátkách (autor: Johann Strauss mladší), role: Pappacoda, (Divadlo F.X.Šaldy v Liberci);
- Figarova svatba, role: Il conte di Almaviva (hrabě Almaviva), (společnost – divadelní organizace – RunOperun);
- Latinská karnevalová opera Facettum Musicum, role: Epikurejec, (festival Olomoucké barokní slavnosti);
- Opera Endymio, role: Sylvanus, (festival Olomoucké barokní slavnosti);
- Opera Tomáše Hanzlíka (*29. července 1972 Pardubice) a Tomáše Kopeckého Yta Innocens (Nevinná Yta), role: Ferild, (festival Olomoucké barokní slavnosti);
- Jolanta, role: Vévoda Robert, (Divadlo F.X.Šaldy v Liberci);
- Gianni Schicchi, role: Marco, (Národní divadlo Moravskoslezské);
- Mozart a ti druzí (opera The Classical style od Stevena Stuckyho), role: Tonic, Don Giovanni a II posluchač, (Národní divadlo Praha) ;
- Tannhäuser, role: Biterolf, (Národní divadlo Moravskoslezské);
- Buoso/Gianni Schicchi, role: Pinellino, (Národní divadlo Praha);
- Nabucco, role: Velekněz Baalův, (Divadlo F.X.Šaldy);
- Malý třesk, role: Marlow, (Moravské divadlo Olomouc);
- Česká mše vánoční, bas sólo, (Divadlo Hybernia).